# Rio Maquiné
Rio Maquiné är ett vattendrag i Brasilien.   Det ligger i delstaten Rio Grande do Sul, i den södra delen av landet, 1 600 km söder om huvudstaden Brasília. Rio Maquiné ligger vid sjön Lagoa dos Quadros.
Runt Rio Maquiné är det tätbefolkat, med 308 invånare per kvadratkilometer.